# Rodolfo Izaguirre
Rodolfo Izaguirre Tosta (Caracas, 9 de enero de 1931) es un ensayista y crítico cinematográfico venezolano.

## Biografía
Residió en su infancia en Caracas (Esquinas de Pescador a Cochera), junto a sus padres Pablo Izaguirre y Tula Tosta.
Empezó a estudiar derecho en La Sorbona de París, al estar cerrada la Universidad Central de Venezuela por el dictador Marcos Pérez Jiménez.
Inició su carrera en el cine gracias a la proximidad de su residencia en París a la Cinemateca Francesa, lo que le llevó a abandonar la carrera de derecho.
Después de participar activamente en la creación de agrupaciones literarias de izquierda, como Sardio y El Techo de la Ballena (1961), entre 1968 y 1988 se centró en la dirección de la Cinemateca Nacional de Venezuela, fundada por Margot Benacerraf en 1966.
Gracias a su labor, convirtió a la institución en el foco de un proceso de formación de futuros cineastas y espectadores. Colaboró durante treinta años en la Radio Nacional de Venezuela con el microprograma de difusión cinematográfica El cine, mitología de lo cotidiano. Actualmente es columnista dominical del diario El Nacional.
Desde el año 1995 hasta 2016 colabora como conferencista del Festival Atempo de Caracas.

## Vida personal
En 1964 se casó con la bailarina y escritora Belén Lobo. Un año después nació su hijo Boris y en 1971, su hija Valentina.

## Obra
- El cine venezolano (1966)
- Alacranes (1966; obra clave dentro del desarrollo de la ficción urbana)
- Historia sentimental del cine americano (1968)
- Cine venezolano: largometrajes (1983)
- Acechos de la imaginación (1993)
- El cine: La belleza de lo imposible (1995)
- En el tiempo de mi propia vida (2018)[3]
- Lo que queda en el aire (2023)[4]